# Lilian Mercedes Letona
 (avril 2025).
Pour les articles homonymes, voir Letona (homonymie).
Lilian Mercedes Letona Pérez, née le 24 septembre 1954 à Turín, morte le 1er août 1983, est une combattante de la guerre civile du Salvador dans le camp du Front Farabundo Martí de libération nationale, sous le nom de commandante Clelia, morte au combat contre les forces du gouvernement du Salvador sous l'administration du président provisoire Álvaro Magaña.

## Biographie
Son père est instituteur et sa mère petite commerçante. En 1972, elle obtient le diplôme de peinture du baccalauréat national des arts et intègre le mouvement étudiant contestataire du régime en place jusqu'à rejoindre l'Armée Révolutionnaire du Peuple (ERP), en même temps que sa sœur jumelle Mercedes del Carmen Letona Pérez (commandante Luisa) qui devint plus tard directrice de Radio Venceremos.
En 1973, Lilian Mercedes incorpore de nombreux ouvriers des usines de la "Ceinture ouvrière" du Salvador dans des groupes de travail clandestins de l'ERP. Elle rejoint les commandements de la guérilla urbaine et participe à des actions armées, notamment en prenant le contrôle de stations de radio et en diffusant de la propagande révolutionnaire. Son travail d'organisation et d'agitation dans les milieux ouvriers est décisif dans la formation des Ligues populaires du 28 février (LP-28).
En janvier 1974, encore mineure, elle entre dans la clandestinité en raison des persécutions déclenchées contre les deux sœurs et entre dans la lutte armée, où elle participe à la construction des structures du Parti de la Révolution salvadorienne (PRS-ERP) qui deviendra membre du Comité central (CC) en 1977. Au sein du CC, elle devient première chef du Front de masse PRS-ERP et participe à la préparation de l'offensive générale de 1981 en tant que chef générale des milices de la région de San Salvador et de ses environs. Elle est capturée au deuxième jour de l'offensive, le 11 janvier.
Pendant 22 jours, elle est déclarée "disparue" dans les prisons clandestines de la Police nationale où elle est retrouvée par le Comité international de la Croix-Rouge et transférée à la prison pour femmes d'Ilopango. Pendant son séjour à la prison d'Ilopango, Lilian Mercedes organise le Comité des prisonniers politiques du Salvador, Section des prisons pour femmes (COPPES).
Après deux ans et demi de prison, Lilian Mercedes Letona est libérée en juin 1983 grâce à une amnistie décrétée par le gouvernement d'unité nationale d'Álvaro Magaña et rejoint le front militaire du Nord-Est "Francisco Sánchez" du FMLN. Le commandant Clélia, interrogé lors d'un entretien, déclare : « Je suis certaine que ma vie ne vaut rien entre les mains de l'ennemi et que la vie d'un seul camarade libre d'accomplir n'importe quelle tâche, si petite qu'elle paraisse, a une valeur infiniment plus élevée. Il ne faut donc céder aucun compagnon, pas même une seule maison. La mort d'abord. »
Sa mort au combat survient quelques semaines après sa sortie de prison.